# رموس جی‌اکس
رموس جی‌اکس (به انگلیسی: Remos_GX) یک هواگرد از نوع هواگرد ورزشی سبک ساخت شرکت رموس است. هواگرد رموس جی‌اکس نخستین پروازش را در 20 سپتامبر ۱۹۹۷ میلادی انجام داد. در مجموع تعداد ۴۰۰ فروند از این هواگرد ساخته شده‌است.